# 韋柳倫 (杜布羅維察區)
51°39′7″N 26°39′37″E / 51.65194°N 26.66028°E
韋柳倫（烏克蘭語：Велюнь），是烏克蘭西北部的村莊，隸屬里夫內州的薩爾內區。該村始建於1763年，面積0.84平方公里，海拔高度143米，2001年人口706，人口密度每平方公里840.5人。